# Panamá Viejo
Panama Viejo er de resterende dele af den gamle Panama City og landets tidligere hovedstad. Den er beliggende i en forstad til den moderne by. Sammen med Panama Citys historiske kvarter blev Panama Viejo i 1997 optaget på UNESCOs Verdensarvsliste.
Byen blev grundlagt d. 15. august 1519 af Peter Arias og 100 andre personer, og på det tidspunkt var det den første permanente koloniale afvikling ved Stillehavet. Kort efter grundlæggelsen blev byen udgangspunkt for ekspeditioner til Peru og var en vigtig base for guld og sølv som blev sendt til Spanien.
I 1539 og 1563, blev byen ramt af brande der ødelagde dele af den, men de forhindrede ikke byens fortsatte udvikling. I 1610 havde byen nået en befolkning på 5.000, med 500 huse og et par klostr, kapel, Hospital og domkirke.
I begyndelsen af 1600, blev byen angrebet adskillige gange af pirater samt oprindelige folk fra Darién. Den 2. maj 1620, ødelagde et jordskælv flere bygninger i byen, og d. 21. februar 1644 ødelagde en stor brand 83 religiøse bygninger, herunder domkirken. På dette tidspunkt boede der ca. 8000 mennesker i byen.
I 1671 angreb den berømte engelske pirat Henry Morgan byen med 1400 mænd der marcherede fra den Karibiske kyst og junglen til byen. Morgans styrker besejrede byens milits og fortsatte plyndring af Panama. Det vides ikke om det var Morgan og hans hær eller det var General Don Juan Pérez de Guzmán, der gav ordre til at sprænge krudt magasiner hvilket resulterede en brand som ødelagde byen. Morgans angreb forårsagede flere tusinde dræbte og en ny by blev efterfølgende bygget nogle kilometer vest for den oprindelige placering.

9°00′25″N 79°29′07″V / 9.0068286°N 79.485149°V